# Marignieu

Marignieu este o comună în departamentul Ain din estul Franței.